# Малов, Виктор Николаевич
Виктор Николаевич Малов — сотрудник Министерства внутренних дел Российской Федерации, подполковник милиции, погиб при исполнении служебных обязанностей при задержании особо опасных вооружённых преступников, кавалер ордена Мужества (посмертно).

## Биография
Виктор Николаевич Малов родился 15 января 1958 года в селе Савво-Борзя (ныне — Александрово-Заводский район Забайкальского края, в то время — Читинской области). В 1976—1978 годах проходил срочную службу в рядах Вооружённых Сил СССР. Демобилизовавшись, в августе 1978 года Малов поступил на службу в органы внутренних дел СССР. На протяжении почти тридцати лет служил в различных подразделениях ГАИ-ДПС-ГИБДД Читинской области. Начав службу обычным инспектором дорожного надзора Александрово-Заводского районного отдела внутренних дел, он в феврале 1994 года возглавил отделение ГИБДД ОВД Могочинского района Читинской области.
В ночь с 14 на 15 марта 2005 года на пограничной заставе «Амурская», расположенной на территории Могочинского района, группа солдат-срочников второго года службы завладела огнестрельным оружием и большим запасом боеприпасов. Расстреляв двух офицеров-пограничников — командира заставы старшего лейтенанта Дениса Мармылёва и его заместителя старшего лейтенанта Вячеслава Марченко, а также сотрудника Федеральной службы безопасности России капитана Александра Курочкина, они дезертировали с заставы и скрылись на автомашине «УАЗ-469». Как сообщалось впоследствии, данные офицеры проводили в отношении данных военнослужащих следственные действия, имея основания подозревать их в неуставных взаимоотношениях с солдатами первого года службы. Информация об этом поступил в райотдел милиции рано утром. Малов с группой милиционеров на автомашине «Нива» выехал в направлении реки Шилки, куда, предположительно, двигались дезертиры-убийцы. Преступники были обнаружены на лесной дороге приблизительно в шестнадцати километрах от посёлка Таптугары Могочинского района.
Завидев преследователей, дезертиры на своей машине протаранили «Ниву» милиционеров, а затем открыли по ним огонь из похищенных автоматов. Малов был тяжело ранен в грудь, но продолжал вести огонь из табельного оружия, пока не погиб. Погибли и его товарищи — старший лейтенант милиции Игорь Крупа и лейтенант милиции Цырен Цыренжапов. Однако, пожертвовав собственными жизнями, они сумели вывести из строя транспорт преступников, не дав им возможности скрыться. Вскоре дезертиры были блокированы в лесу другими группами милиционеров. Один из них — Александр Екимов — застрелился при попытке задержания, все прочие были захвачены и предстали перед судом. Бывшие пограничики были признаны виновными в совершении 6 убийств, один из них — Дмитрий Марченко — был приговорён к пожизненному лишению свободы, Альберт Юзеев и Руслан Тюрин получили соответственно по 20 и 10 лет лишения свободы.
Похоронен с воинскими почестями и при большом стечении народа на кладбище города Могоча Забайкальского края.
Указом Президента Российской Федерации подполковник милиции Виктор Николаевич Малов посмертно был удостоен ордена Мужества.

## Память
- В честь подполковника Малова названа улица в городе Могоча Забайкальского края[1].
- Навечно зачислен в списки личного состава ОВД Могочинского района[1].